# Deois rubropicta
Deois rubropicta is een halfvleugelig insect uit de familie schuimcicaden (Cercopidae). De wetenschappelijke naam van deze soort is voor het eerst geldig gepubliceerd in 1979 door Sakakibara.